# Day One (episodio de ER)
Day One (en español: Día Uno) es el episodio número 2 de la primera temporada de la serie de televisión ER.

## Producción
Day One fue el primer episodio de la serie en ser grabado en el set de la Warner Bros. en Burbank, California; además de ser el episodio en el que Julianna Margulies se integra al elenco principal como la Jefa de Enfermeras Carol Hathaway.
- Datos: Q5800533